# پناهگاه تنگ چاه وقه ۳
پناهگاه تنگ چاه وقه ۳ مربوط به دوران پارینه‌سنگی جدید و دوران فرادیرینه‌سنگی است و در شهرستان پاسارگاد، بخش مرکزی، دهستان سرپنیران، روستای علی‌آباد، ۴ کیلومتری شمال جاده ارتباطی سعادتشهر به ارسنجان واقع شده و این اثر در تاریخ ۲۶ اسفند ۱۳۸۶ با شمارهٔ ثبت ۲۱۹۲۵ به‌عنوان یکی از آثار ملی ایران به ثبت رسیده است.